# Русский Провиданс
«Русский Провиданс», полное название — «Русский Провиданс в Мариуполе, акционерное общество» (фр. Providence Russe a Mariupol, societe anonyme), — акционерное общество в Российской империи. Одно из крупнейших иностранных акционерных обществ, действовавших в области чёрной металлургии в конце XIX — в начале XX веков.

## История акционерного общества

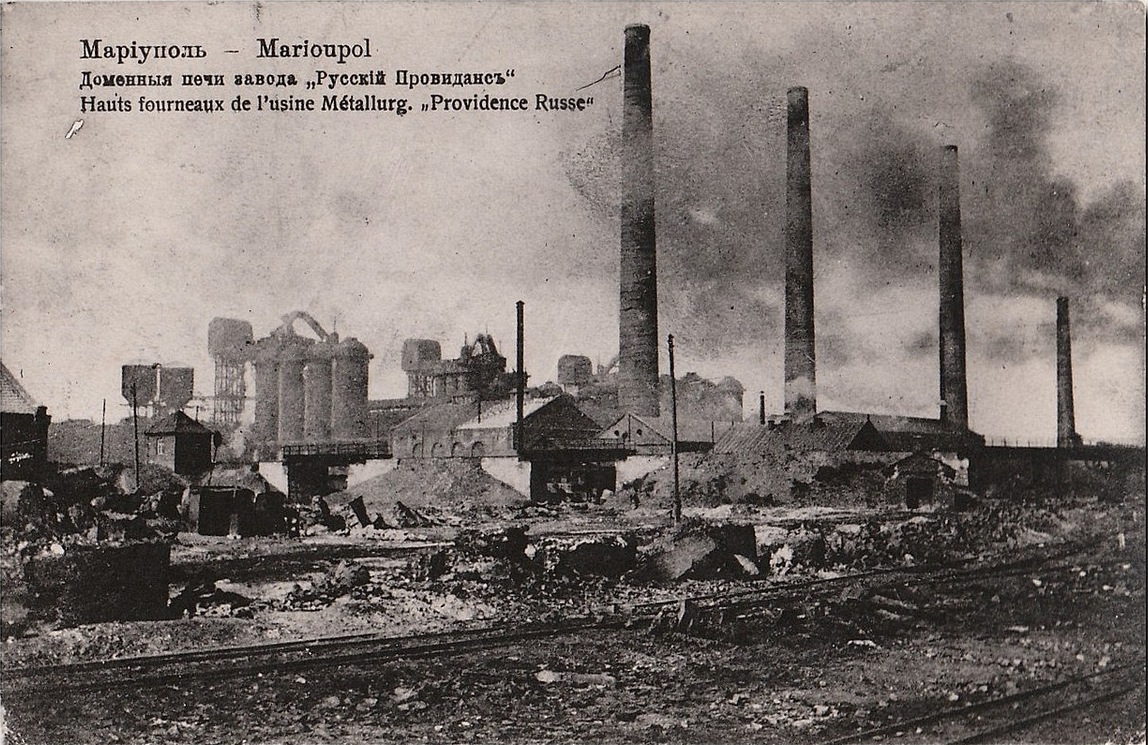
Доменные печи завода «Провиданс»

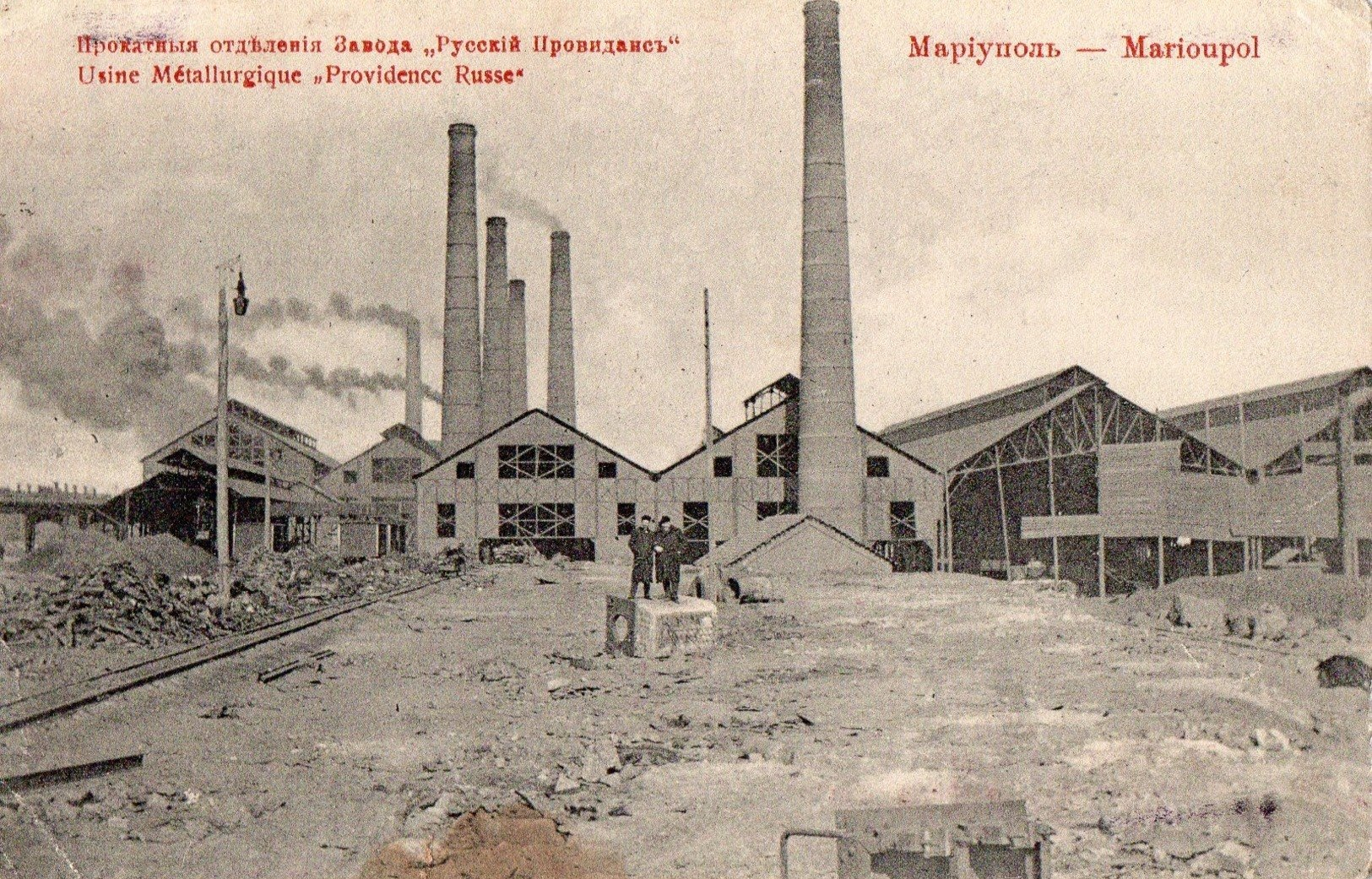
Прокатные отделения завода «Провиданс»

Создано в 1899 году бельгийской компанией «Форж де ла Провиданс» на бельгийские средства; правление находилось в Брюсселе (Бельгия), ответственное агентство — в Санкт-Петербурге. Директорами правления общества были цензор Бельгийского национального банка Биурж, доверенное лицо Парижско-Нидерландского банка Дарси (который позже, с 1904 года, был постоянным главой «Продамета»), и сенатор Одак.
На Украине «Русскому Провидансу» принадлежали основанный в 1897 году чугунолитейный завод «Провиданс» близ села Сартана в окрестностях Мариуполя, каменноугольный рудник в Макеевке, а также железные рудники в Кривом Роге.
В период с 1900 по 1914 год основной капитал «Русского Провиданса» вырос с 15 до 25 млн рублей, большинство было направлено на развитие собственного металлургического производства. Завод «Провиданс» силами 3,5-4 тыс. рабочих (1908—1912) производил литейный и перерабатывающий чугун, листовое и сортовое железо, рельсы, балки, швеллеры.
При Временном правительстве деятельность общества существенно сократилась, а после национализации большевиками в декабре 1917 года оно прекратило существование.

## После расформирования
В 1919 году завод «Провиданс» стал собственностью советского государства, в феврале 1920 года он вошёл в состав Мариупольского объединения советских предприятий, в 1924 году получил имя Ленина (завод им. Ильича), а с 1948 года стал называться Ждановским металлургическим заводом им. Ильича. Выпускал конструкционные и броневые марки крицы, трубы для буровых колонн и цистерн. В 1958 году на базе машиностроительных цехов Ждановского металлургического завода был создан отдельный машиностроительный завод. Металлургический завод позже стал именоваться Мариупольским металлургическим комбинатом имени Ильича и выпускать чугун, сталь, листовой прокат и т. д.
Копи и рудники «Русского Провиданса» стали основой современных украинских государственных объединений «Кривбассруда» и «Макеевуголь».

## Галерея

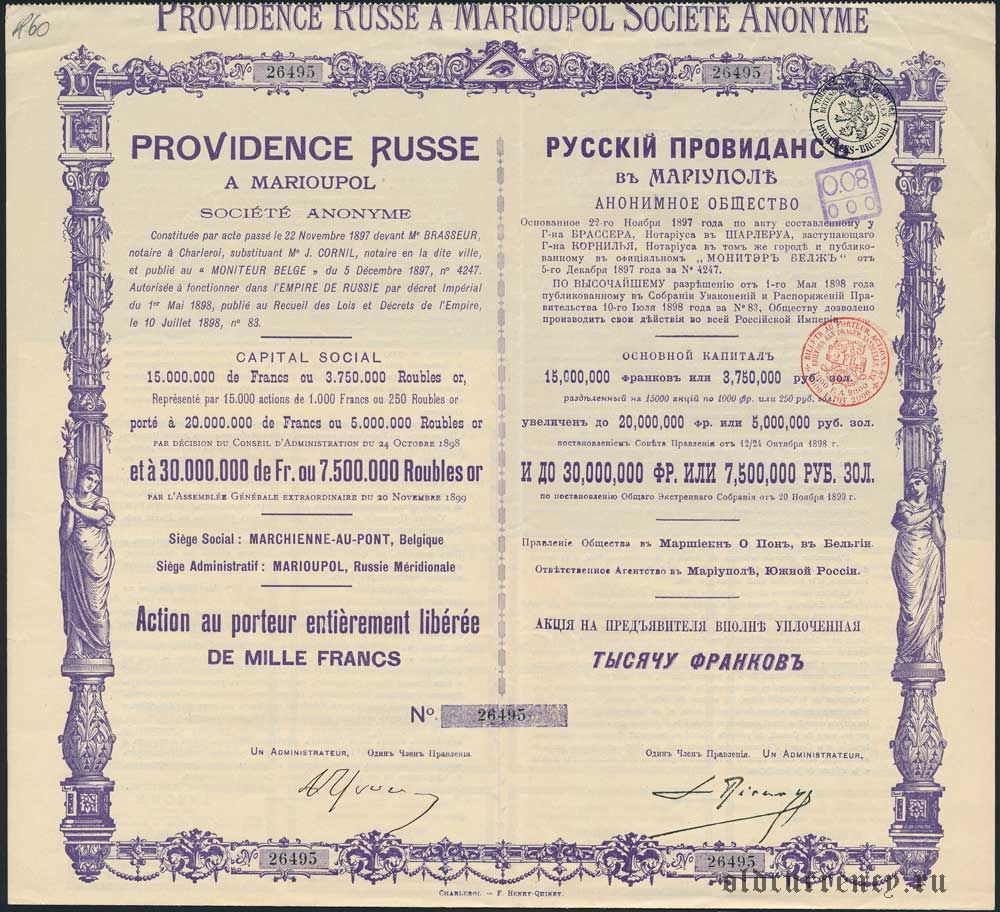
1899. Акция 1000 франков на предъявителя
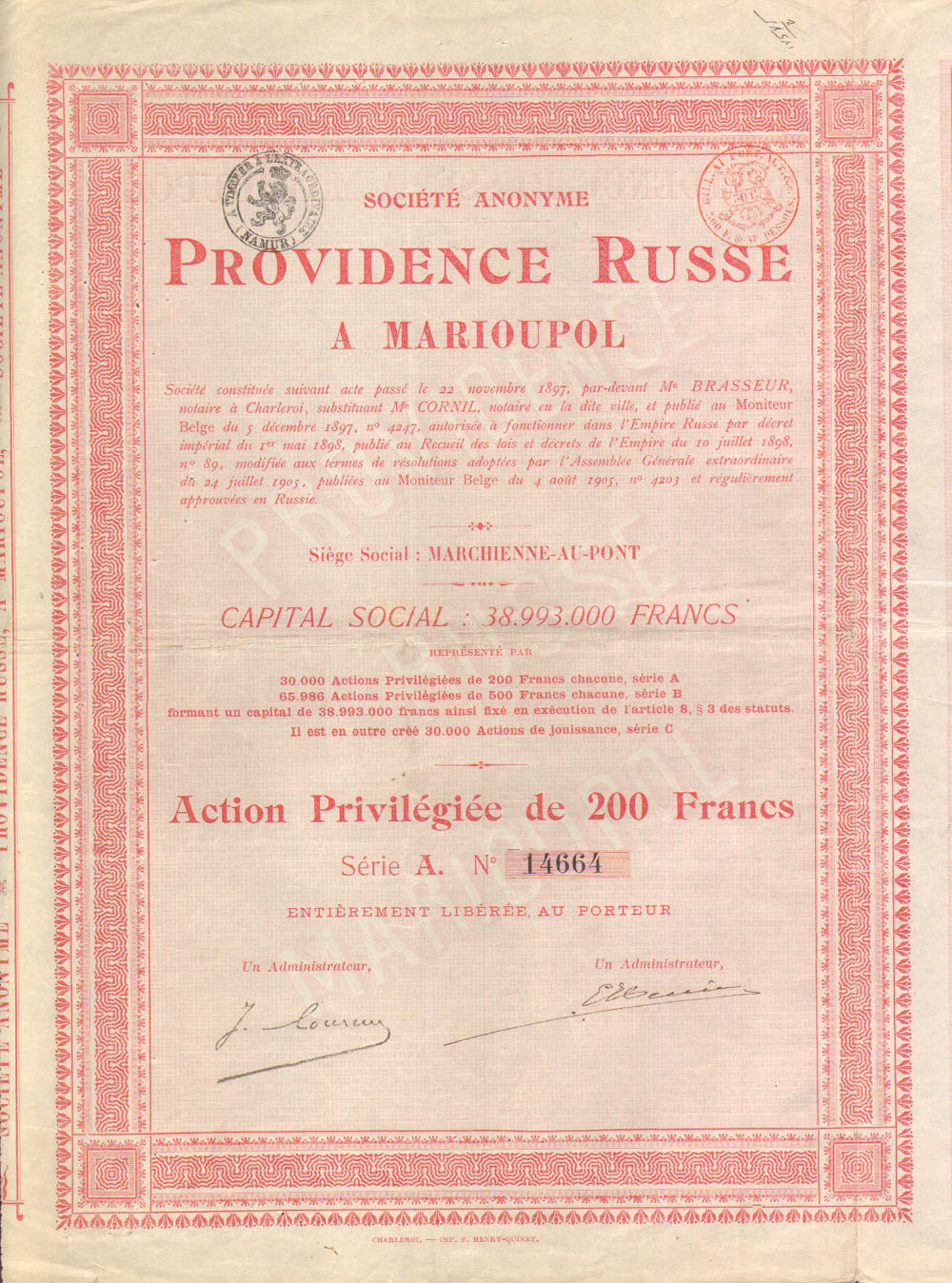
1905. Привилегированная акция 500 франков
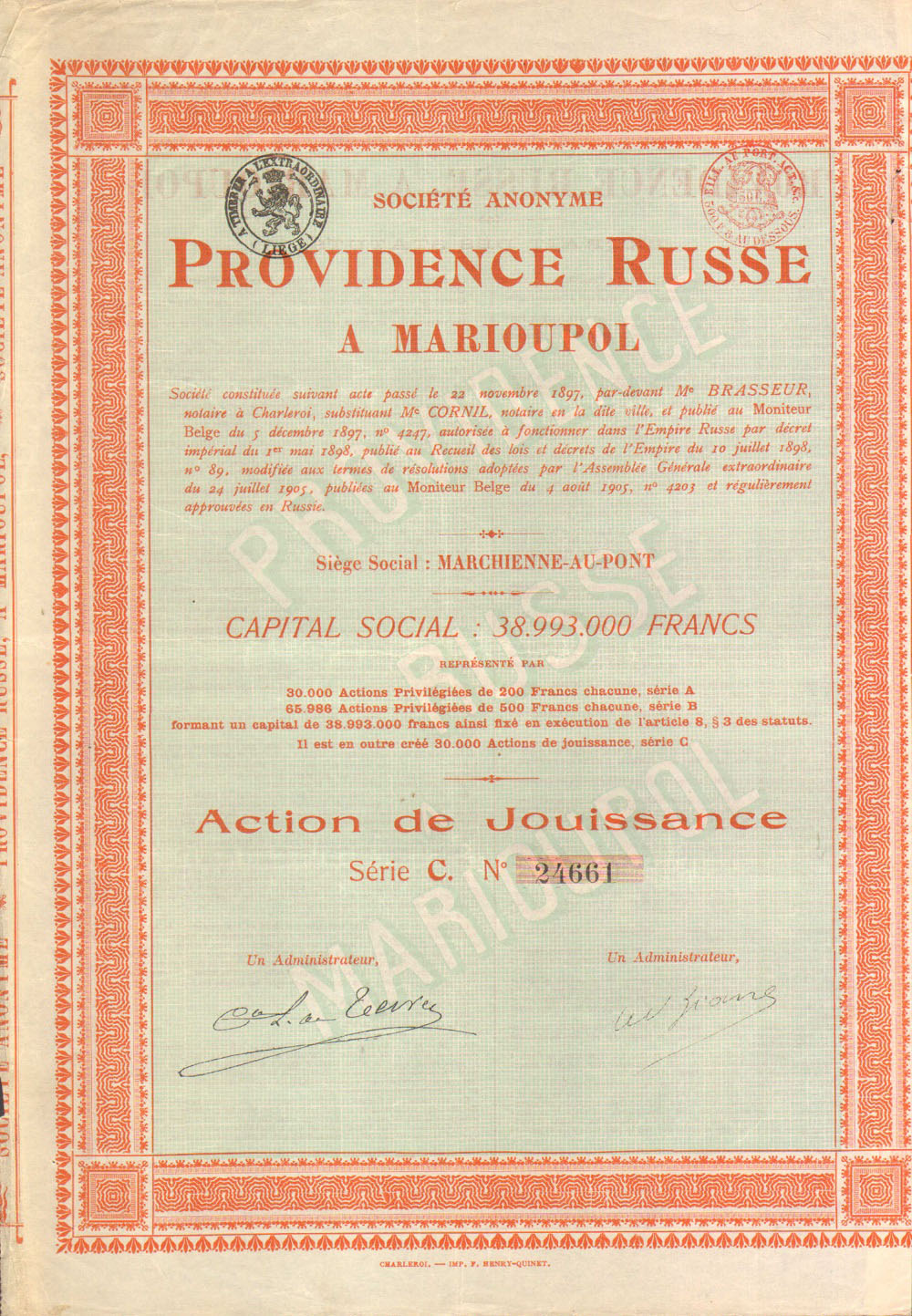
1905. Акция пользовательская
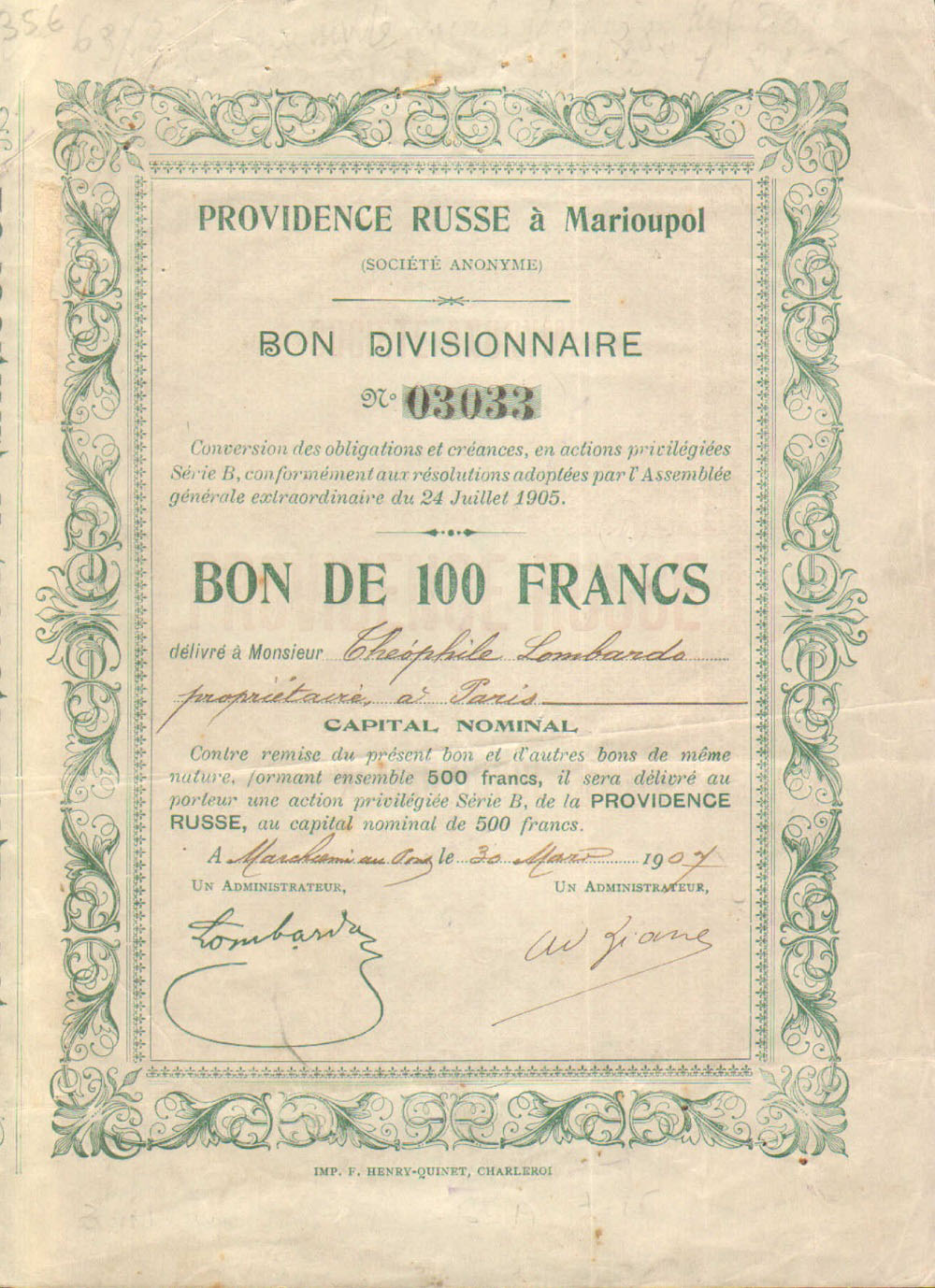
1907. Облигация 100 франков
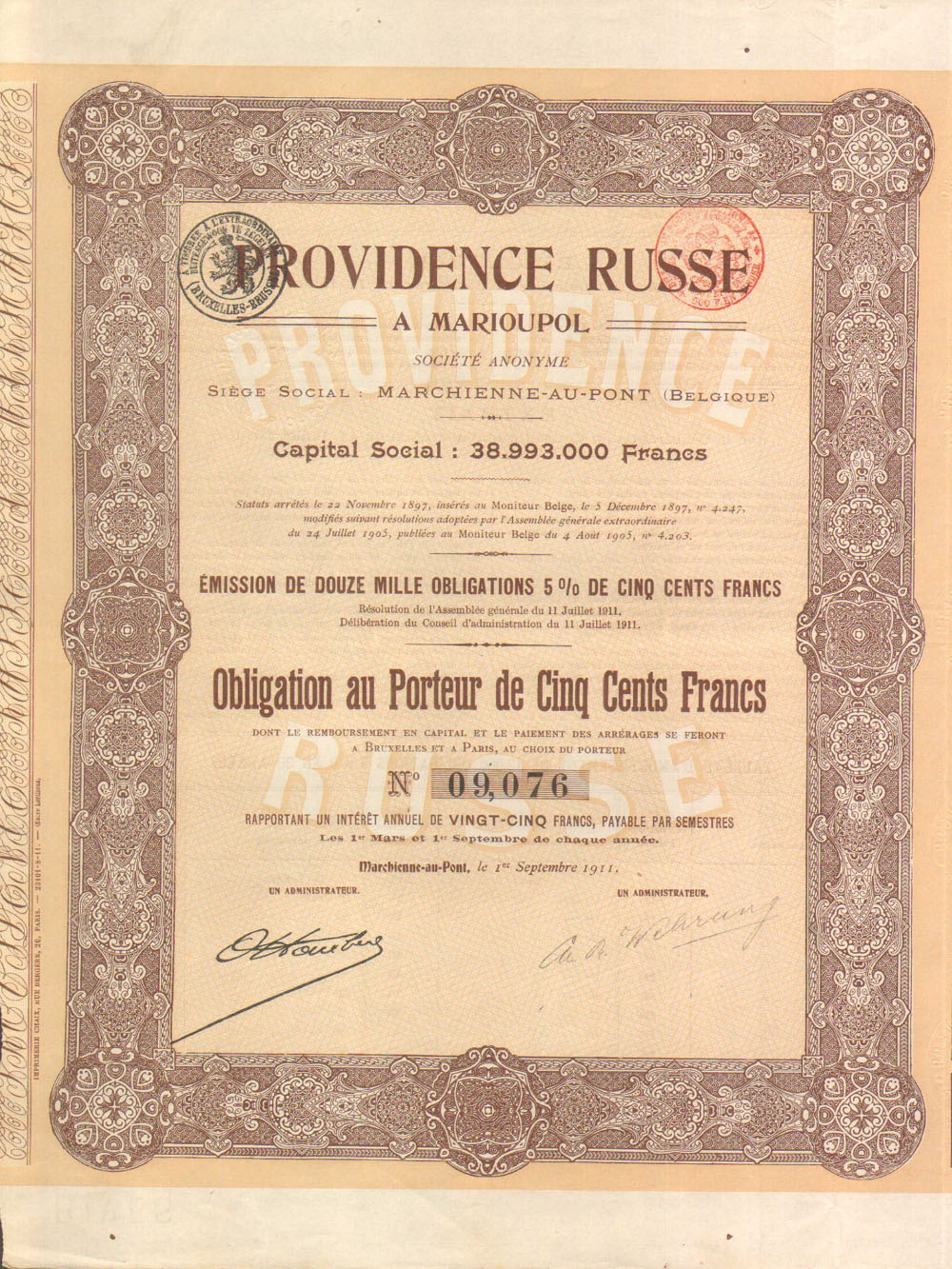
1911. Облигация на предъявителя 500 франков